# تل تمر
تل تمر (به عربی: تل تمر) یک منطقهٔ مسکونی در سوریه است که در حسکه واقع شده‌است.

## خصوصیات
تل تمر ۷٬۲۸۵ نفر جمعیت دارد.